# Congrès populaire libanais
Le Congrès Populaire Libanais est une structure politique libanaise fondée en 1980, regroupant diverses organisations politiques, humanitaires, sociales et médiatiques de la mouvance nationaliste arabe. L'essentiel de la base du Congrès appartient à la communauté sunnite.
Il est dirigé par Kamal Chatila et comprend quatre organes principaux:
- Le Comité de secours populaire, créé en 1978, prodigant un soutien médical et préventif aux couches défavorisées dans plusieurs régions libanaises.
- L'Union de la Jeunesse Nationale, créée en 1979, comme pendant des organisations de jeunesse et d'étudiants nationalistes arabes et nassériens fondés dans les années 1960.
- Le Centre National des Études, créé en 1980, qui fournit des études politiques, économiques, sociales et éducatives, dans une perspective nationaliste arabe.
- Le Congrès National des Femmes
- Le Comité des Fils du Arqoub (région frontalière entre Israël et le Liban où sont situées les Fermes de Chebaa), créé en 1979 pour résister à l'occupation israélienne de la région.